# ZBoWID

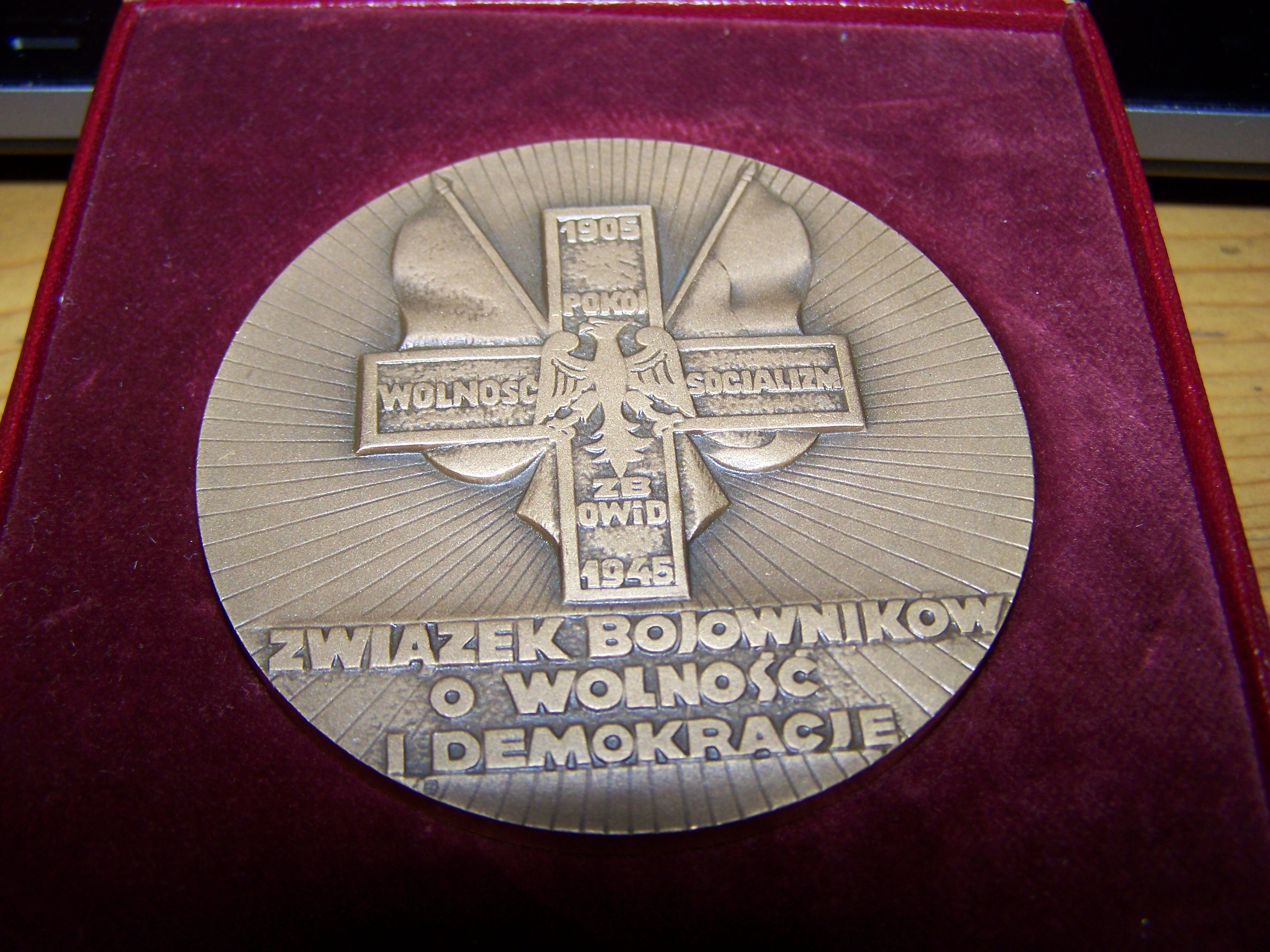
Herinneringspenning van de ZBoWID, zoals uitgereikt op het congres van 1979.

De Vereniging van Strijders voor Vrijheid en Democratie (Polen: Związek Bojowników o Wolność i Demokrację, ZBoWID) was een Poolse vereniging van oorlogsveteranen die voor hun land vochten tijdens de Tweede Wereldoorlog. Ook weduwen/weduwnaars en oorlogswezen konden lid worden van ZBoWiD. 
ZBoWiD ontstond in 1949 nadat enkele organisaties voor oorlogsveteranen fuseerden. Tot 1989 bezat ZBoWID een monopoliepositie in Polen en werd het door de communistische Poolse Verenigde Arbeiderspartij gecontroleerd. Het was dan ook vooral een veteranenorganisatie voor Poolse veteranen die samen met het Rode Leger aan het oostfront hadden gevochten, in de Eerste en Tweede Poolse Legers. Veteranen van Poolse formaties in het Westen werden meestal lid van de SPK (Stowarzyszenie Polskich Kombatantów, Poolse Oud-strijders Bond), die haar hoofdkantoor had in Londen. Bijna alle Poolse veteranen die zich in Nederland vestigden na de Tweede Wereldoorlog werden lid van de Nederlandse afdeling van de SPK. De SPK was gelieerd aan de Poolse regering in ballingschap die tot 1989 in Londen was gezeteld.
In de jaren '60 en jaren '70 was de beruchte Poolse generaal Mieczysław Moczar voorzitter van ZBoWiD. 
In 1989 verloor ZBoWiD haar monopolie en in 1990 wijzigde de organisatie haar naam in Vereniging van Poolse Vrijheidsstrijders en Voormalige Politieke Gevangenen in de Republiek Polen.

## Enkele kopstukken binnen de ZBoWID
- Henryk Jabłoński (voorzitter 1983-1989)
- Michał Rola-Zymierski (erevoorzitter)
- Mieczysław Moczar (voorzitter 1964-1980)
- Jan Dobraczyński (vicevoorzitter 1980-1989)